# ファミレス戦士プリン
『ファミレス戦士プリン』（ファミレスせんしプリン）は、ひのき一志による日本の漫画作品、および原作を基にしたアダルトゲームとアダルトアニメ。

## 書誌情報
- ひのき一志 『ファミレス戦士プリン』 少年画報社〈ヤングキングコミックス〉、全6巻
  1. 2002年2月25日発売 ISBN 4-7859-2166-8
  2. 2002年10月9日発売 ISBN 4-7859-2241-9
  3. 2003年8月28日発売 ISBN 4-7859-2339-3
  4. 2004年3月24日発売 ISBN 4-7859-2407-1
  5. 2004年11月26日発売 ISBN 4-7859-2483-7
  6. 2005年10月24日発売 ISBN 4-7859-2582-5

## アダルトアニメ

### キャスト
- 西村プリン・西村ミルク：南見ちはる
- 轟シュウタ：高橋あきお
- 後藤セリカ：水野沙耶
- 喜多森ナコ：瑞希早苗
- 藤原チヨコ：平田ゆき乃
- 鏡ハルエ：きらしょうこ
- 寺井みすず：新堂真弓
- オペレーター：山咲真紀
- リビドール：鈴森勘司
- しおりん：にいなまい
- キングリビドー・ナレーション：岡部豊
- たかし：ひのき一志
- オペレーターA：児玉さとみ

### スタッフ
- 原作：ひのき一志（ヤングコミック連載・少年画報社刊）
- 企画：中村譲
- プロデューサー：矢澤哲夫（少年画報社）、渡来猛人
- スーパーバイザー：Dr.POCHI
- 監督・脚本：金澤勝眞
- 演出：東南西北写楽斎
- 絵コンテ：東南西北写楽斎、金澤勝眞
- キャラクターデザイン：雨宮まこと、紅蓮ダイスケ、はっとりますみ、しんりん
- 作画監督：紅蓮ダイスケ
- 美術監督：朴明植
- 色彩設定：花田未央
- 編集：田熊純（アクタス編集室）
- 音楽プロデューサー：笹沢茶々丸
- 制作進行：東海林聡美
- 制作担当：小池正則
- 制作協力：ガッツスタジオ
- 制作：ビックウィング
- 製作：FPAP
- 発売：「プリン」アニメ製作委員会
- 販売：株式会社GPミュージアムソフト

### 映像ソフト
- 『ファミレス戦士プリン order 1』 2004年5月25日発売 VHS:MLK-0760/DVD:DMLK-5590
- 『ファミレス戦士プリン order 2』 2004年8月25日発売 VHS:MLK-0812/DVD:DMLK-5724
- 『ファミレス戦士プリン order 3』 2005年2月25日発売 VHS:MLK-0921/DVD:DMLK-6026
- 『ファミレス戦士プリン The Best』 2007年3月25日発売 DVD:DMLK-7107

## 関連CD
- 『ファミレス戦士プリン 〜ある日のアラモード〜 VOCAL & DRAMA CD』 2004年5月25日発売 CD:CMLK-5618